# Androcentryzm
Androcentryzm (gr. aner – „mężczyzna”) – stawianie pierwiastka męskiego w centrum uwagi.
Skoncentrowanie na mężczyźnie według feminizmu jest cechą kultury patriarchalnej, w której mężczyźni i ich zachowania pełnią rolę źródła norm i standardów, natomiast kobiety i ich doświadczenie stanowią jedynie odchylenie od tej normy. Androcentryczność kultury wynika z założenia, że kobiety i mężczyźni różnią się w jakiś zasadniczy sposób na poziomie intelektualnym, emocjonalnym i seksualnym, co jednak nie ma pokrycia w badaniach naukowych. Występowanie tych różnic uzasadnia się esencjalizmem biologicznym, czyli biologiczną ewolucją.